# Замок Ґлімінґегус (Швеція)
Ґлімінґегус (швед. Glimmingehus) — один з найкраще збережених приватних середньовічних замків Швеції. Подібний тип споруд був одночасно і житловою шляхетською резиденцією, і невеликою кам'яною фортецею. Замок знаходиться в комуні Сімрисгамн у лені Сконе. Ґлімінґегус довгий час належав родині Розенкрантц, а в 1924 був викуплений у власність Ради національної спадщини. За своїм типом резиденція відноситься до «замків на воді».

## Історія

### Ранній період
У Середні віки провінція Сконе входила до складу Данія. Відповідно, місцеві маєтки та замки були власністю данців.

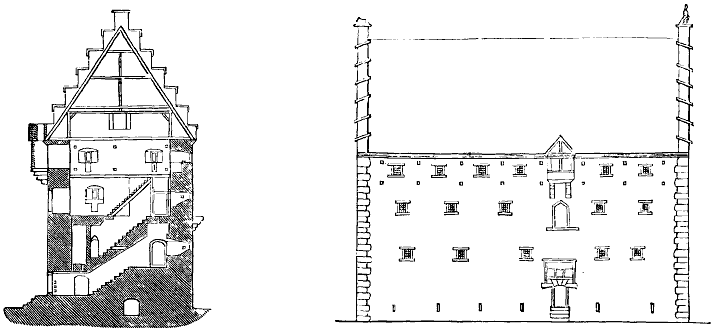
Малюнки замку в розрізі та зовні

Згідно з меморіальним написом, що зберігся над головним входом у замок, член королівського Риксрода і шляхтич Єнс Гольґерсен Ульфштанд почав зводити замок у 1499. Ульфштанд був адміралом та впливовим державним діячем при дворі короля Данії Югана. Монарх подарував своєму придворному великий маєток у Сконе і новий власник вирішив створити тут укріплену резиденцію. Архітектором та відповідальним за будівництво виступив Адам ван Дюрен, уродженець Північної Німеччини голландського походження. До цього він встиг прославитися участю у зведенні Лундського кафедрального собору.
Близько 1500 донька Єнса Гольґерсена Ульфштанда вийшла заміж за Еріка Розенкрантца. Пізніше через цей шлюб маєток та замок перейшли у його власність.
В результаті сучасних археологічних розкопок було виявлено багато предметів, що належали власникам замку. Ймовірно, нащадки Єнса Гольґерсена Ульфштанда, який помер 1523, були дуже багатими людьми. Про це говорять такі знахідки як фрагменти венеціанського скла, пресоване скло з майстерень, розташованих на Рейні та іспанська кераміка. Ознаки достатку та комфорту можна було побачити і всередині замку. Наприклад, у будівлі була добре продумана система вентиляції та опалення. Для свого часу Ґліменґегус був дуже зручним житлом. Проте нескінченні дансько-шведські війни перетворили Сконе на регіон активних бойових дій. Це призвело до того, що власники перестали постійно мешкати в резиденції. Згодом величезна будівля перетворилася на просторе зерносховище.

### XVII—XIX століття
Під час Сконської війни шведський король Карл XI в 1676 наказав знести замок, щоб він більше не міг стати у нагоді данцям як фортифікаційна споруда. Однак, на щастя, цей план не було реалізовано. Перша спроба зносу, в якій мали взяти участь 20 місцевих фермерів, зазнала невдачі. Щоправда, король Карл XI виявив наполегливість і відправив до Ґлімінґегуса загін зі 130 осіб. Однак незабаром дансько-голландський флот зробив висадку десанту біля Істада і шведський король терміново покликав усіх солдатів назад. Надалі спроби зносу Ґлімінґегуса не робилися.
Після завершення бойових дій та включення провінції Сконе до складу шведського королівства колишній замок тривалий час продовжували використовувати як склад зерна.

### XX століття
У 1924 влада вирішила викупити такий цінний об'єкт історичної спадщини, аби зробити тут музей. У 1935–1938 під керівництвом архітектора Стуре Ларсонпрі за сприяння будівельної компанії Лільєґрена почалися реставраційні роботи. Серед іншого було відновлено старі рови та оборонні вали, що оточували замок. Одночасно проводились археологічні розкопки. У роботах взяли активну участь солдати альтернативної служби, тобто ті, хто з міркувань совісті чи релігійних переконань не хотів брати до рук зброю.

## Сучасне використання
Сьогодні Ґлімінгґегус перебуває у віданні Ради національної спадщини. У колишньому замку розташований музей. Основна експозиція присвячена історії самої споруди та регіону. Крім того, всередині працює музейна крамниця, ресторан та кафе. Влітку щоденно проводиться кілька екскурсій. Особливу популярність замку принесли літні літературні фестивалі, що проходять тут, під назвою «Загадкові та моторошні історії». На території навколо замку нерідко відбуваються свята, присвячені культурній спадщині Середньовіччя. Серед іншого, проводяться реконструкції лицарських турнірів та ярмарки.

## Опис замку

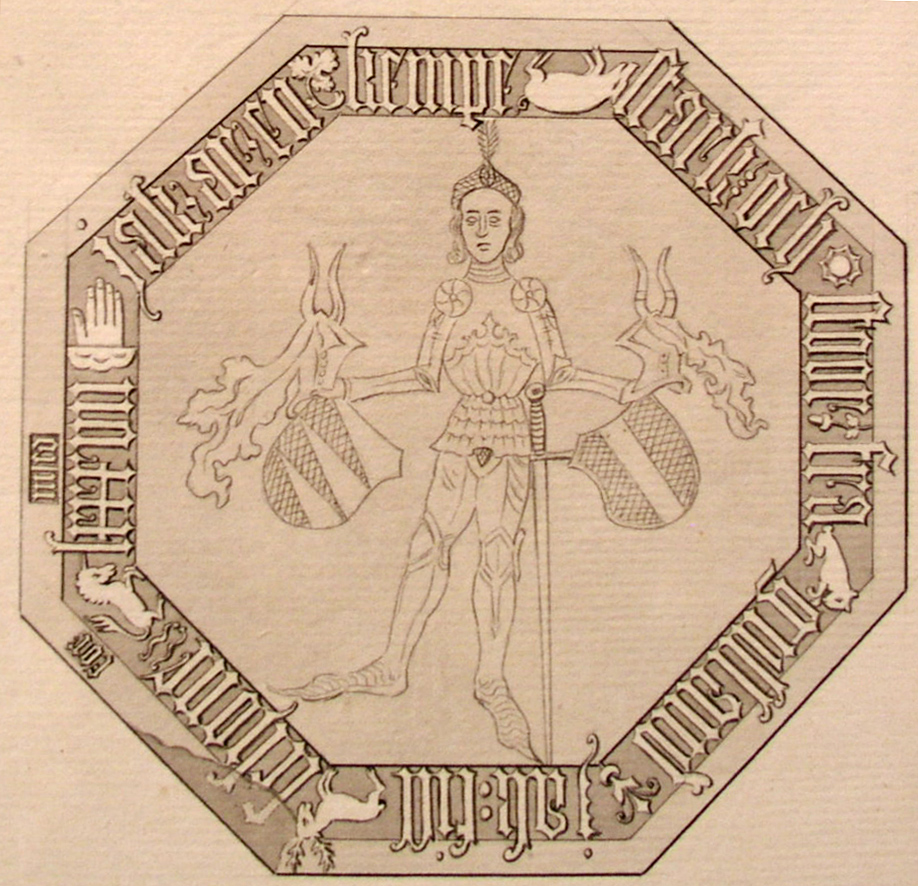
Настінне зображення лицаря з гербами Єнса Гольґерсена Ульфштанда та Гольмгерда Аксельдаттера Браге

Ґлімінґегус будувався насамперед як фортеця. Тому всередині збереглося багато споруд та прибудов фортифікаційного призначення. Наприклад, численні бійниці та хибні двері. Також були спеціальні стоки, через які на нападників можна було зверху лити киплячу смолу та окріп. Для цієї ж мети служила спеціальна прибудова, з якої можна було ще й кидати вниз каміння. Оборонні функції замку мали посилити рови, заповнені водою, зовнішні вали та смертельні пастки. Безпосередньо в головну будівлю можна було потрапити лише звідним мостом. За старих часів весь комплекс був обнесений кам'яною стіною.
Сам замок знаходиться на острові прямокутної форми. Головна будівля має 30 метрів завдовжки, 12 метрів завширшки та майже 26 метрів заввишки. Зовнішні стіни складені з каменю та досягають товщини 2,4 метра в нижній частині. Верхні поверхи захищає тонша, але все ж таки велика стіна товщиною 1,8 метра. Кам'яний фундамент іде на глибину до 2,5 метра.
У будівлі передбачено чотири поверхи. Основним будівельним матеріалом для внутрішніх приміщень був піщаник і кварцит, привезений з узбережжя в Сімрісгамне. Кутові елементи, дверні та віконні отвори, а також нижні сходи виконані з міцнішого вапняку, доставленого з острова Готланд.
На першому поверсі замку розташовувалися пивоварня, пекарня, кухня, склад продуктів, винний льох, а також криниця. Також унизу був великий камін, за допомогою якого гарячим повітрям можна було взимку опалювати весь замок. Для цього в стінах заздалегідь проклали спеціальні повітропроводи. Більшість димарів ліквідували в той час, коли будівлю почали використовувати як зерносховище. На верхніх поверхах були житлові кімнати власника та членів його сім'ї, а також вітальня для прийняття відвідувачів.
На верхньому поверсі розташовувався лицарський зал з окремим каміном. Стіни були прикрашені різноманітною зброєю. Тут збереглося кілька барельєфів. На одному у вапняку вибитий лицар з гербами Єнс Гольґерсен Ульфштанд та Гольмґерд Аксельдаттер Браге. На ще одному зображено народження та смерть Ісуса (роботи самого Адама ван Дюрена). На цьому ж поверсі були кімнати прислуги.

## Галерея

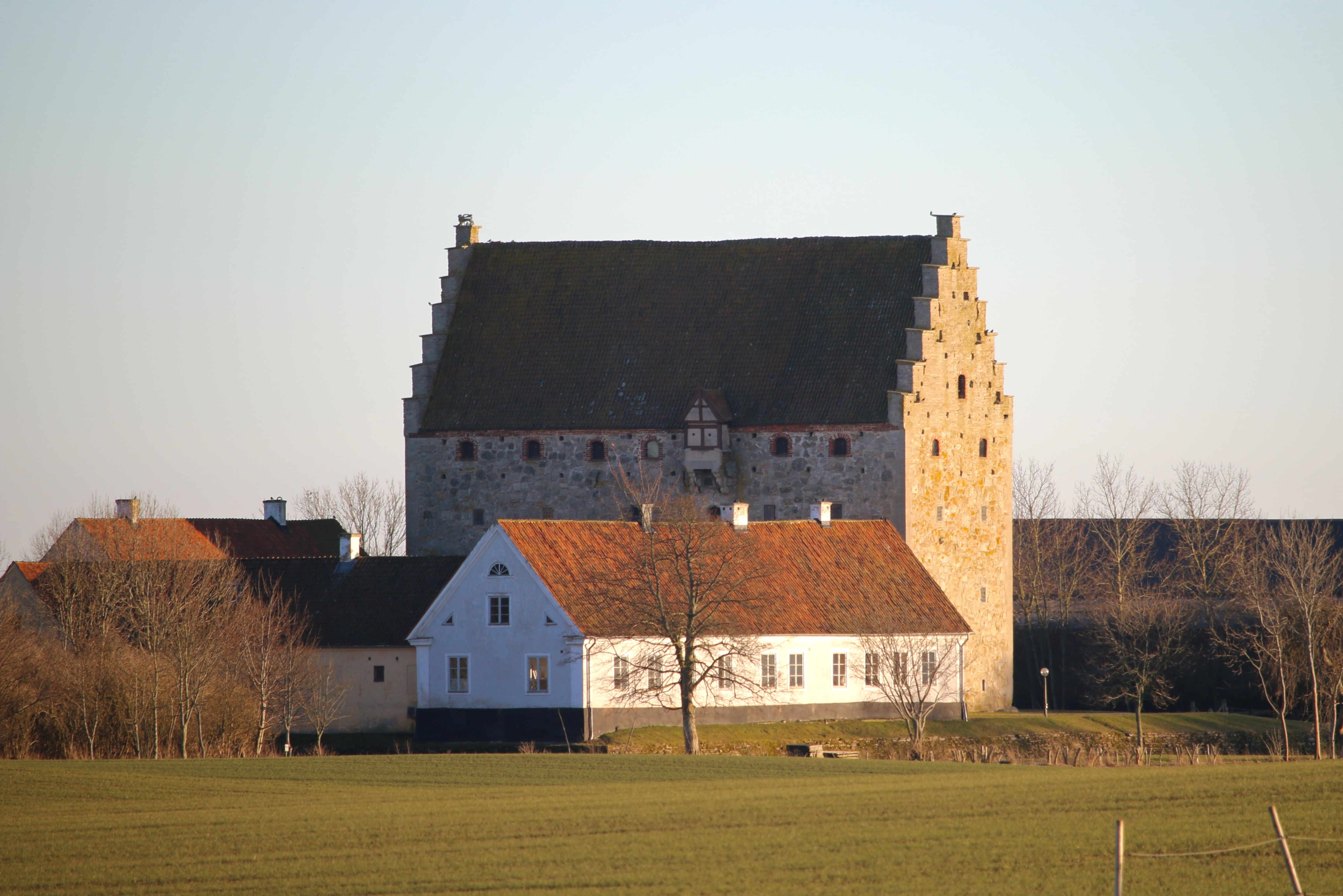
Вигляд замку з півдня
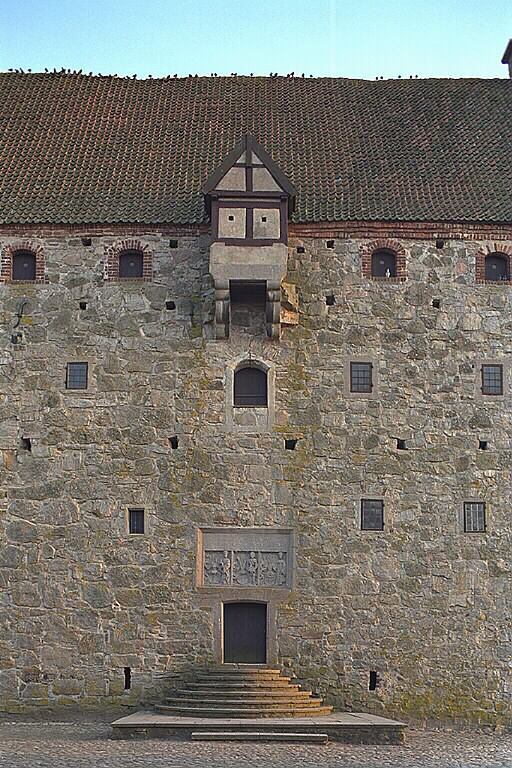
Головний фасад та вхід у замок
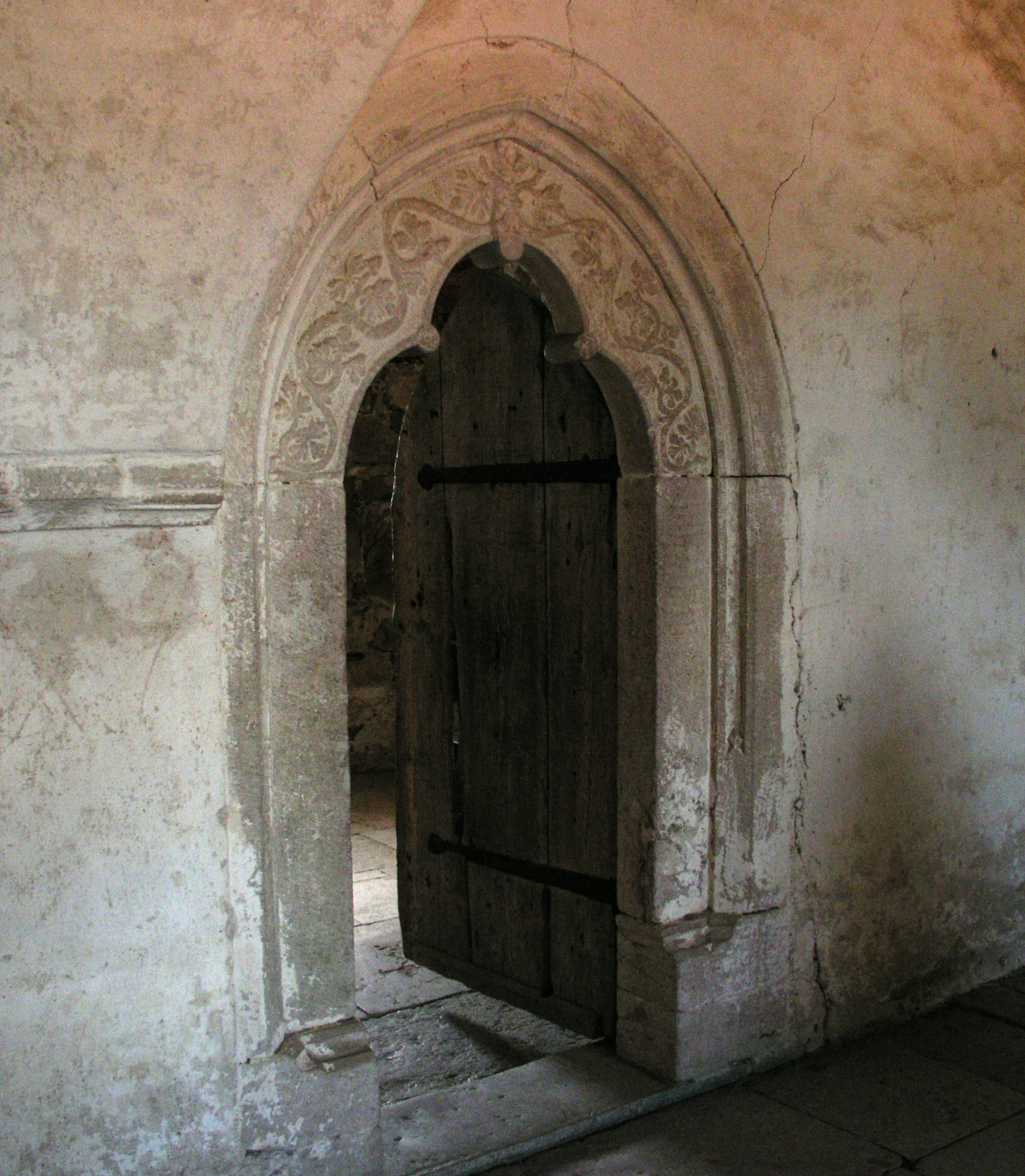
Зводи внутрішніх проходів між приміщеннями
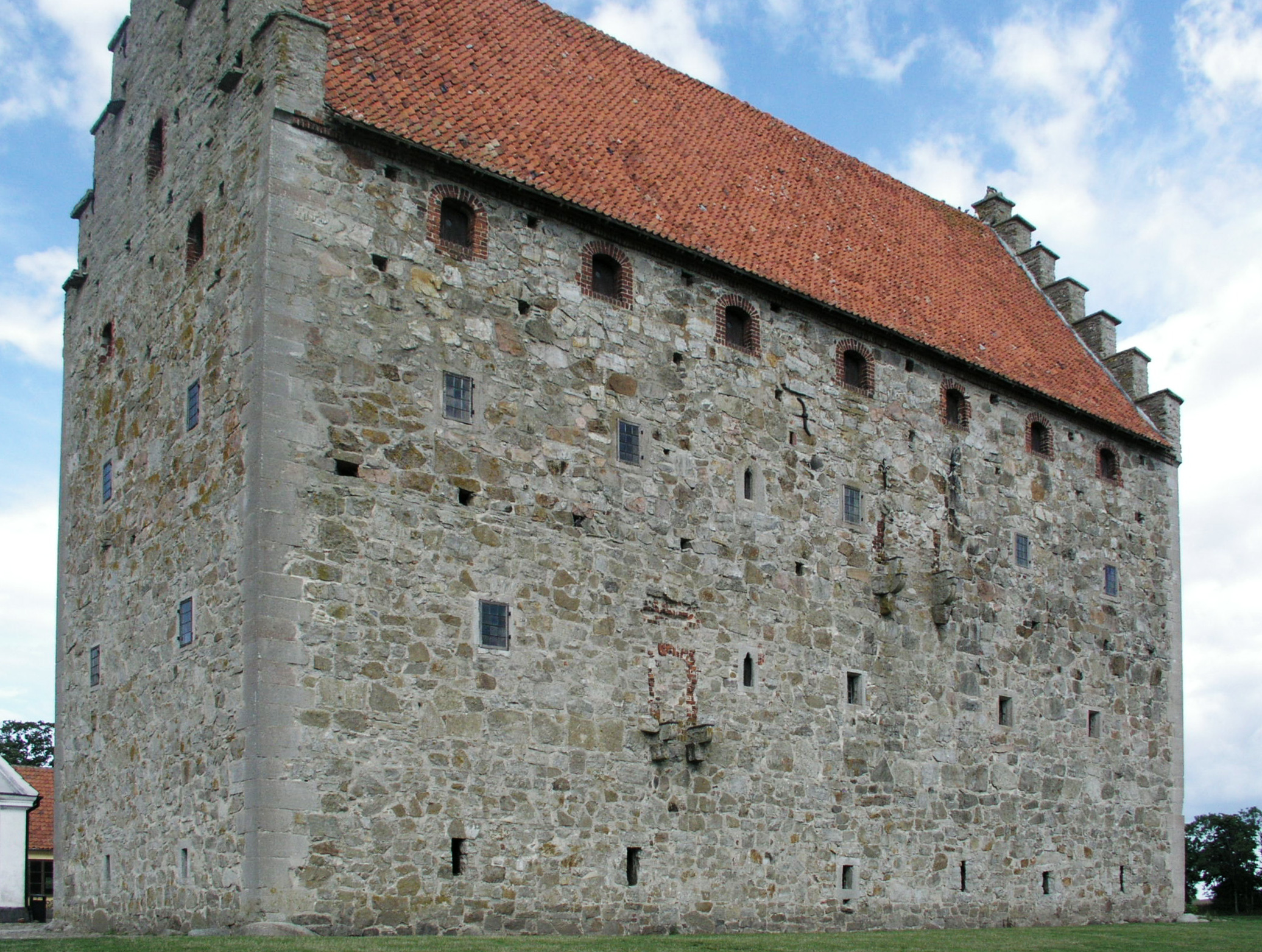
Північна стіна замку